# Fluorid jodylu
Fluorid jodylu je anorganická sloučenina s chemickým vzorcem IO2F. Sloučenina byla původně syntetizována v roce 1951.

## Příprava
Fluorid jodylu lze připravit rozkladem trifluoridu jodosylu zahřátím na 110 °C v dusíku:
2 IOF3 ⇌ IO2F + IF5
Lze jej také připravit fluorací oxidu jodičného fluorem v bezvodém fluorovodíku:
2 I2O5 + 2 F2 → 2 IO2F + O2

## Vlastnosti
Fluorid jodylu tvoří bezbarvé krystaly v ortorombické soustavě.
Fluorid jodylu reaguje s vodou. Fluorid jodylu je stabilní na suchém vzduchu, ale na vlhkém vzduchu hydrolyzuje za vzniku kyseliny fluorovodíkové a jodičné:
IO2F + H2O → HIO3 + HF
Sloučenina reaguje se silnými fluoračními činidly jako fluorid bromitý a fluorid seleničitý za vzniku fluoridu jodičného. Fluorid jodylu lze redukovat na elementární jod čistým peroxidem vodíku.
3 IO2F + 4 BrF3 → 3 IF5 + 2 Br2 + 3 O2
IO2F + 2 SeF4 → IF5 + 2 SeOF2